# Max Sainsaulieu

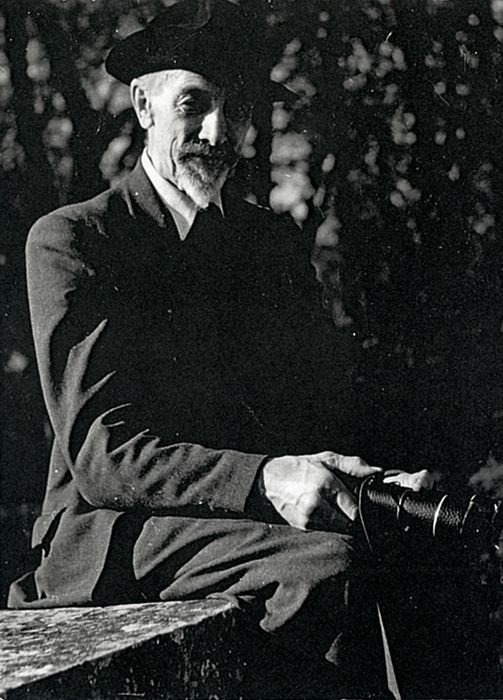
Portrait de Max Sainsaulieu. Ville de Reims, bibliothèque municipale, CHGG 85.

Max Sainsaulieu est un architecte français né le 19 juillet 1870 à Péronne et mort le 21 février 1953 à Paris, âgé de 82 ans.

## Biographie
Fils de Louis Sainsaulieu et Sarah Butt, Max Sainsaulieu est formé par Edmond Duthoit, inspecteur des Monuments historiques en Algérie, avant d'entrer à l'École nationale supérieure des beaux-arts en 1891. Il suit les cours de Constant Moyaux et de Paul Boeswillwald. En 1898, il reçoit son diplôme pour une étude sur la restauration de l'abbaye de Saint-Wandrille de Fontenelle.
Il entame une carrière d'architecte auprès du Rémois Alphonse Gosset et épouse sa fille Elise. Alphonse Gosset, l'aide à achever la construction de la basilique Sainte-Clotilde.
En 1903 il est nommé architecte en chef des monuments historiques à Soissons. En 1909, il rentre à Reims pour reprendre les affaires de son beau-père Alphonse Gosset. Au début de la Première Guerre mondiale, il quitte Reims pour y revenir après la première bataille de la Marne.
Le 15 janvier 1915, il est nommé architecte ordinaire des monuments historiques responsable de la cathédrale de Reims en remplacement de Léon Margotin ; Henri Deneux devenant architecte en chef. Dans ce cadre il prend de nombreuses photographies qui se trouvent à la Médiathèque de l'architecture et du patrimoine.
Max Sainsaulieu doit prioritairement s'occuper de la protection du portail nord de la façade occidentale où se trouve la statue de l'Ange au Sourire et de l'installation d'une couverture provisoire. Durant toute la guerre, il relève les destructions consécutives aux bombardements de la cathédrale, s'occupe de la protection de la statuaire et des vitraux et prend des mesures d'urgence de consolidation des superstructures.
Après la guerre, Max Sainsaulieu est chargé par la ville de Reims de construire une nouvelle bibliothèque financée grâce à la dotation Carnegie en 1919. Il s'entoure de nombreux artistes comme Jacques Gruber et Simon Marq, pour créer la bibliothèque Carnegie au style Art déco.
Le 12 janvier 1918, Paul Léon propose au ministre de l’Instruction Publique et des Beaux-Arts, d’élever Max Sainsaulieu au rang de chevalier de la Légion d’honneur en soulignant « la haute conscience professionnelle et le mépris absolu du danger dont ce fonctionnaire fait preuve ». Il repose au cimetière de Villers-Allerand.

## Constructions

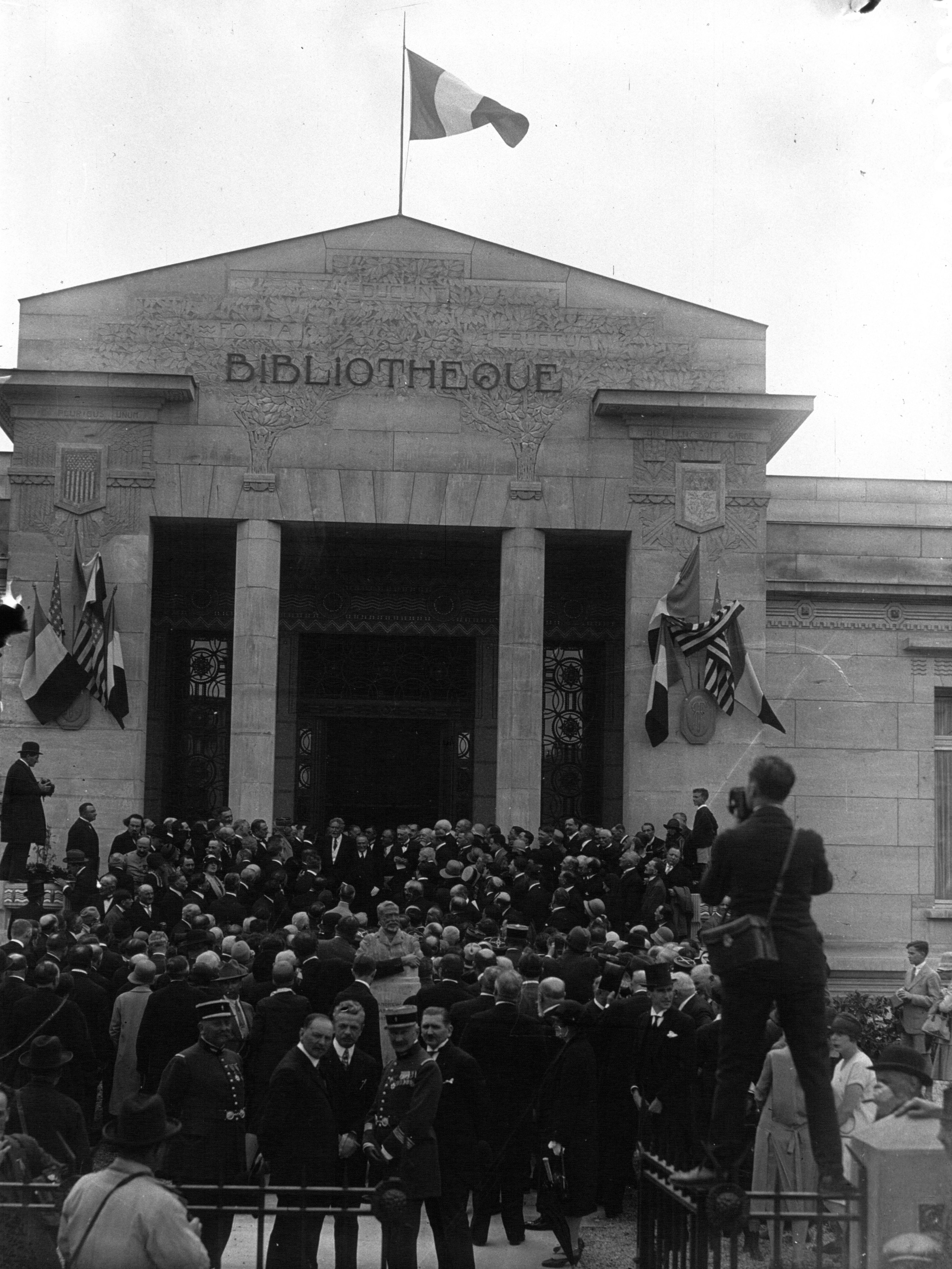
Inauguration de la Bibliothèque de Reims par Myron Timothy Herrick et Gaston Doumergue, 1928.
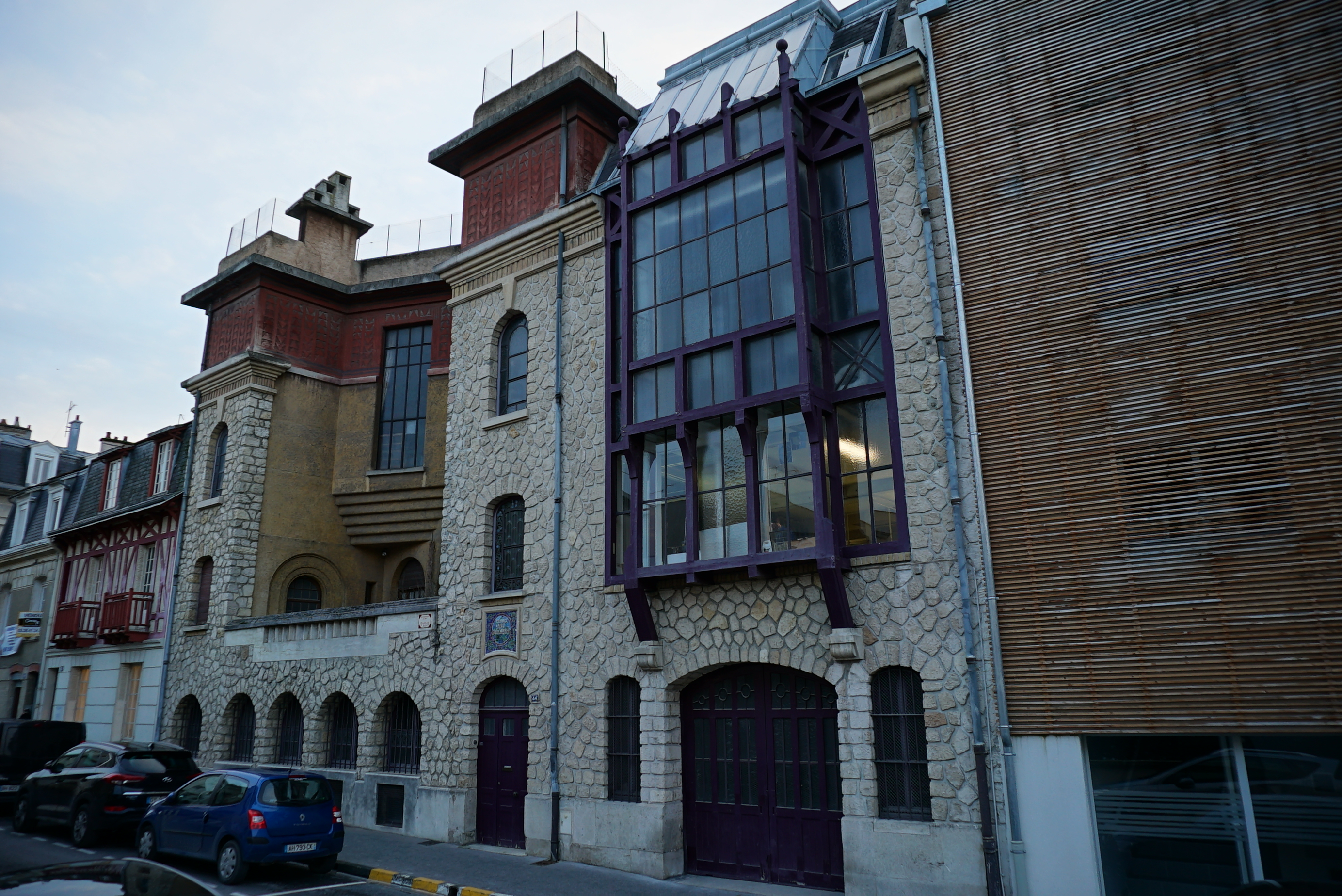
La maison des maitres vitriers Simon.
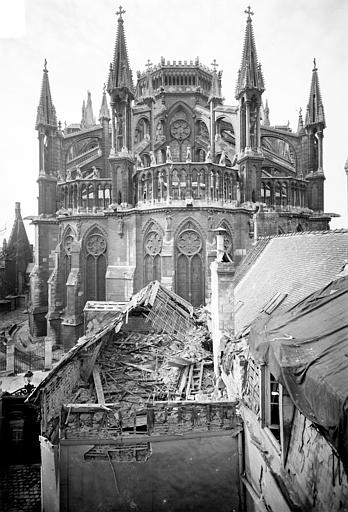
Relevé photographique des dégâts de la guerre sur la cathédrale.
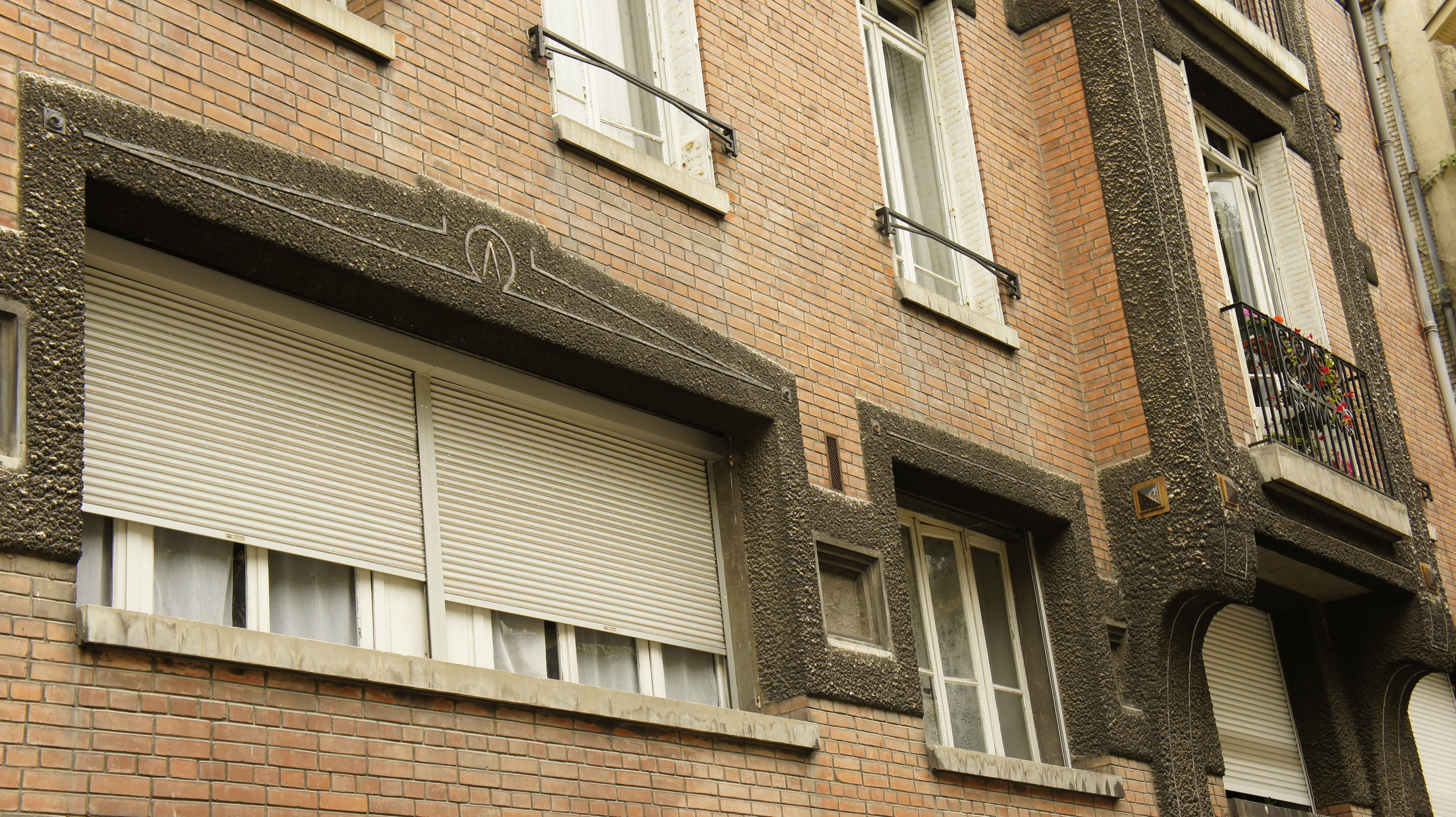
Détail de la maison dans la cour du chapitre cathédrale.

- Bibliothèque Carnegie,
- Plusieurs immeubles du cours Jean-Baptiste Langlet,
- Église Saint-Benoît de Reims,
- Immeuble au n° 8 de la place du Chapitre à Reims,
- L'atelier de Jacques Simon rue Ponsardin à Reims,
- Rénovation du Moulin à Villers-Allerand,
- Le sanatorium de Séricourt,
- Gare de Contrexéville.

## Publications de Max Sainsaulieu
- Reims avant la guerre, coll. Images Historiques, Le Mémorial des cités ravagées, Paris, H. Laurens, 1916, 16 p.
- Labeur d’architecte 1910-1936, Strasbourg, Les Éditions d’Art Batimod, 1938, 50 p.